# 東映アカデミー
東映アカデミー（とうえいアカデミー）は、かつて存在した日本の芸能事務所（声優事務所）。映画会社・東映の俳優・声優プロダクション。

## 概要
東映株式会社東京撮影所の一部門で、俳優、声優、子役が所属するプロダクションであった。同じ敷地内に養成所も併設していた。制作会社を母体とした強みで、実践的な俳優や声優の育成も行っていった。
1958年に「東映児童演劇研修所」として発足。
1958年7月、児童タレントの養成を行う「東映児童研修所」、タレントの映画・テレビ等の出演提供を行う「東映演技研修所」、子役専任プロダクションの「東映児童劇団」に分かれる。当時の東映東京撮影所長・岡田茂が、1961年9月から東映京都撮影所長に転任した1964年2月まで、東映児童研修所・東映演技研修所の取締役所長を兼任した。
1966年、東京撮影所に「東映演技研究所」が新設。同研究所の卒業生並びに在学生を、東映傘下の映画、テレビ等に優先的に出演させる。また成績優秀者には「東映芸能」専属タレントとして契約した。
1994年、各研修所、研究所、劇団が合併して「東映アカデミー」となる。
2011年3月31日をもって閉鎖後、所属タレントのマネージメントは「東映東京撮影所」が担当し、「東映俳優センター」と統合した事務所は東映本社に置かれ、「東京撮影所 マネージメント部（東映マネージメント）」として運営している。

## 東映アカデミーになる前の主な出身者
- 風間杜夫（東映児童研修所 1期生）[6]
- 本間千代子（東映児童研修所 1期生）[6]
- 松岡きっこ（東映児童研修所 1期生）[6]
- 大川栄子（東映児童研修所 1期生）
- 桑原幸子（東映児童研修所 1期生）
- 前川陽子（東映児童研修所 1期生）
- 石橋蓮司（東映児童劇団）
- 小野恵子（東映児童研修所）
- 南城竜也（東映演技研修所）
- 潮哲也（東映演技研修所）
- 城恵美（東映児童研修所 4期生）
- 後藤ルミ子（東映児童研修所 5期生）
- 片山由美子（東映児童研修所 5期生）
- 児島美ゆき（東映児童研修所 5期生）
- 小倉一郎（東映児童研修所 5期生）[7]
- 岡田由紀子（東映児童研修所）[8]
- 渡辺やよい（東映児童研修所）
- 森山潤久（13期生）
- 永島敏行
- 斉藤浩子（東映児童研修所）
- 平野恒雄
- 森山龍二（東映演技研修所）
- 小山恵子
- 伊藤かずえ（東映児童研修所）
- 椙山貴夫

1期生・風間杜夫は「東映児童研修所はすごく礼儀、作法が厳しいところで、子役ズレしてる子はいなかった。オレがそうならなかったのは東映児童研修所のおかげ」と述べている。

## 東映アカデミーに所属していたタレント
☆は現・東映マネージメント所属。

### 所属俳優

#### 男性
- 田代大悟
- 竹内和彦
- 八巻博史
- 宮内洋

#### 女性
- 小林綾子☆
- 辻内南季
- 佐藤智美
- 日向明子
- 松尾晶代
- 吉田紗也加
- 下間志都香
- 好井ひとみ

### 所属声優

#### 男性
- 小嶋一成

#### 女性
- 木内レイコ
- 菊池こころ（現所属：ケンユウオフィス）
- 石毛佐和
- はにおかゆきこ（旧名：埴岡由紀子、現所属：マリエ・エンタープライズ）
- 道添愛美
- 永野愛（現所属：ブックスロープ）
- 小清水亜美（現所属：オフィス リスタート）
- 宮原永海（現所属：アトミックモンキー）
- 松岡由貴（現所属：ぷろだくしょんバオバブ）
- 渡部るみ

### 声優・俳優・歌手兼業者

#### 男性
- 堀井茶渡（声優・俳優兼業、現所属：マウスプロモーション）

#### 女性
- 沖佳苗（声優・俳優兼業、現所属：アクセルワン）
- 宮本佳那子（声優・俳優・歌手兼業、現所属：アクセルワン）
- 茂家瑞季（俳優・歌手兼業、フリー）

## 東映アカデミーがキャスティングした番組

### アニメ / 海外ドラマ
1994年
- 美少女戦士セーラームーンS (青二プロ)
- ママレード・ボーイ (青二プロ)

1995年
- 美少女戦士セーラームーンSuperS (青二プロ)
- ご近所物語 (青二プロ)
- ナースエンジェルりりかSOS

1996年
- 美少女戦士セーラームーンセーラースターズ (青二プロ)
- 地獄先生ぬ〜べ〜 (青二プロ)
- 花より男子
- こどものおもちゃ

1997年
- 金田一少年の事件簿
- キューティーハニーF (青二プロ)
- 夢のクレヨン王国

1998年
- おじゃる丸
- ひみつのアッコちゃん（第3作）
- アニメ週刊DX!みいファぷー

1999年
- おジャ魔女どれみ (第1期)
- 神風怪盗ジャンヌ
- デジモンアドベンチャー

2000年
- おジャ魔女どれみ♯ (第2期)
- マシュランボー (青二プロ)
- デジモンアドベンチャー02

2001年
- も〜っと！おジャ魔女どれみ　(第3期)
- デジモンテイマーズ
- サイボーグ009 THE CYBORG SOLDIER

2002年
- おジャ魔女どれみ　ドッカ〜ン！(第4期)
- デジモンフロンティア
- 満月をさがして

2003年
- 明日のナージャ
- 金色のガッシュベル!!

2004年
- ふたりはプリキュア
- おジャ魔女どれみナ・イ・ショ (OVA)

2005年
- 甲虫王者ムシキング 森の民の伝説
- 働きマン
- ふたりはプリキュア Max Heart

2006年
- エア・ギア
- デジモンセイバーズ
- ふたりはプリキュア Splash Star

2007年
- Yes!プリキュア5
- ラブ★コン

2008年
- Yes!プリキュア5GoGo!
- キャシャーンSins

2009年
- 空中ブランコ
- 仮面ライダードラゴンナイト
- フレッシュプリキュア!

2010年
- ハートキャッチプリキュア!

2011年
- スイートプリキュア♪ ※以降、東映東京撮影所が引き継ぐ

### 実写
- おしん
- スーパー戦隊シリーズ （『忍者戦隊カクレンジャー』から『海賊戦隊ゴーカイジャー』まで）※以降、東映東京撮影所が引き継ぐ
- メタルヒーローシリーズ
- 燃えろ!!ロボコン
- 仮面ライダーシリーズ（『仮面ライダークウガ』から『仮面ライダーフォーゼ』まで）※以降、東映東京撮影所が引き継ぐ
- 刑事物語'85
- はぐれ刑事純情派
- はみだし刑事情熱系

## 関連会社
- 東映テレビ・プロダクション
- 東映アニメーション
- 東映シーエム株式会社
- 東映ビデオ
- セントラル・アーツ
- 東映太秦映像
- 東映エージエンシー
- 株式会社東映京都スタジオ
- ティ・ジョイ
- 東映音楽出版株式会社
- 東映京都撮影所
- 東映株式会社 教育映像部